# ألتيوم ديزاينر
ألتيوم ديزاينر (بالإنجليزية: Altium Designer)‏ هو أحد برمجيات أتمتة التصميم الإلكتروني لتصميم لوحات الدارات المطبوعة ومصفوفات البوابات المنطقية القابلة للبرمجة FPGA والأنظمة المدمجة والمكتبات المرتبطة بهم وأنظمة التحكم الآلي . تم تطويره وتسويقه بواسطة شركة ألتيوم المحدودة الأسترالية . الإصدار الأخير 17.0.10 .

## التاريخ
أطلقت ألتيوم في عام 1985 أداة تصميم لوحات الدارات المطبوعة على نظام تشغيل دوس والمعروفة باسم بروتل (بالإنجليزية: PROTEL)‏ وسميت فيما بعد أوتو تراكس (بالإنجليزية: Autotrax)‏ وبيعت في الأصل في أستراليا ثم بدأ تصديرها إلى الولايات المتحدة وأوربا في عام 1986 .
أطلقت ألتيوم في عام 1987 محرر رسم الدارات والمخططات . ثم شهد إطلاق بروتل 98 (بالإنجليزية: Protel 98)‏ في عام 1998 تجميع كل المكونات بما فيها بروتل المحسنة للدارات المطبوعة وبروتل المحسنة لمخططات الدارات في بيئة واحدة .
قدمت بروتل 99 (بالإنجليزية: Protel 99)‏ أول أداة تكاملية لرسم مكونات الدارات المطبوعة ثلاثية الأبعاد . وكان ألتيوم ديزاينر النسخة 6.8 في عام 2007 أول ما قدم أداة الرسم ثلاثي الأبعاد وأداة التحقق من فواصل المسارات للدارات المطبوعة مدمج مع محرر رسم الدارات المطبوعة . انتقلت ألتيوم في أبريل 2011 من أستراليا إلى شنغهاي في الصين وتم فصل أغلب الموظفين في سيدني .

## رسم المخطط
أداة رسم مخطط الدارة (بالإنجليزية: Schematic capture)‏ تتيح وظائف رسم وتعديل مخططات الدارات بالإمكانيات الآتية :
- إدارة مكتبة المكونات الإلكترونية .
- تحرير توثيق المخطط (استبدال مكون - تعديل التوصيل أو مفاهيم أسس التصميم) .
- التكامل مع العديد من مصنعي المكونات الإلكترونية موفرا إمكانية البحث عن المكونات والدخول لقواعد بيانات المصنعين .[2]
- محاكي سبايس (بالإنجليزية: SPICE)‏ لدوائر الإشارات المختلطة (رقمية - تماثلية) .
- تحليل جودة الإشارة في مرحلة ما قبل تصميم اللوحة المطبوعة .
- عمل قائمة بمكونات الدارة .
- عمل تقارير وخطط بناء الدارة .
- متعدد القنوات ويستخدم التصميم الهرمي للمخطط كما يتيح إعادة استخدام التصميم .

## أدوات مصفوفات البوابات المنطقية القابلة للبرمجة FPGA وبرمجة الأنظمة المدمجة
توفر أدوات تطوير مصفوفات البوابات المنطقية القابلة للبرمجة FPGA التكاملية الإمكانيات الآتية :
- تصميم متزامن للإشارة الكهربية متكامل مع مصفوفات البوابات المنطقية القابلة للبرمجة FPGA ولوحات الدارات المطبوعة PCB .
- محاكي ومصحح أخطاء في إتش دي إل VHDL .[3]
- أدوات تطوير برمجية (مترجم (بالإنجليزية: compiler)‏ و مصحح (بالإنجليزية: debugger)‏ ومحلل (بالإنجليزية: profiler)‏ ) لمعالج مبرمج في مصفوفات البوابات المنطقية القابلة للبرمجة FPGA للعديد من المعالجات المدمجة .[4]

## وصلات خارجية
- نظرة عامة على ألتيوم ديزاينر - أداة تصميم لوحة الدارات المطبوعة
- ما الجديد في ألتيوم ديزاينر